# Murder House
Murder House — компьютерная игра в жанре хоррор, разработанная и изданная независимой американской компанией Puppet Combo. Она вышла в октябре 2020 года для персональных компьютеров, а в 2021 году состоялся релиз порта на PlayStation 4, Xbox One и Nintendo Switch. Будучи вдохновлённой слэшерами, игра повествует о команде журналистов, которая прибывает в дом, как считалось, умершего серийного убийцы, чтобы снять документальный фильм.
В Murder House используется низкополигональная графика, в ней фиксированные ракурсы камеры, что отдаёт дань уважения классическим хоррорам с PlayStation. Игра получила положительные отзывы от критиков.

## Игровой процесс
В игре используется система tank controls, позволяющая управлять движением персонажа относительно положения героя, а не перспективы игровой камеры. Присутствует возможность играть от первого лица. На протяжении всего прохождения игроки могут находить предметы, которые способствуют развитию сюжета, например ключи и оружие, а также карандаши, которые используются для сохранения прогресса. Согласно Kotaku, визуальные эффекты в Murder House «намеренно устаревшие», а также «мрачные и нечёткие».

## Сюжет
В 1985 году мальчик просыпается в закрытом торговом центре, прежде чем его похищает человек в костюме пасхального кролика.
Три года спустя съёмочная группа теленовостей, состоящая из продюсера Гэри, репортёра Даны, оператора Тома и стажёра Эммы, отправляется в заброшенный дом известного серийного убийцы Пасхального потрошителя (англ. Easter Ripper), чтобы снять о нём документальный фильм. Маньяк был детоубийцей, он похищал, пытал, а затем добивал их. После побега одной из своих жертв Потрошитель был разоблачён как Энтони Смит. Вскоре его задержали и приговорили к смертной казни.
Агент по недвижимости дома Джерри, не несмотря на договорённость, не появляется, поэтому съёмочная группа входит и начинает снимать после того. Гэри отправляет Эмму в город за пиццей, тогда та обнаруживает, что их фургон разобран, а ворота заперты. В оставленной записке говорится о том, что они должны охотится за пасхальными яйцами. Эмма возвращается, и Гэри решает возобновить съёмки. Группа находит искалеченное тело Джерри в ванной, Пасхальный потрошитель оказывается живым и жестоко убивает Дану и Гэри. Эмма находит видеозапись, на которой запечатлено убийство оператора Тома.
Поскольку Пасхальный потрошитель запирает дом, Эмма вынуждена участвовать в охоте за яйцами, избегая маньяка. Собрав все четыре яйца, она убегает через незапертый выход, ведущий в ближайшую оранжерею. Пасхальным потрошителем оказывается Том, который всё время был убийцей. Его брат Энтони взял на себя ответственность за преступления, Том начать жизнь с чистого листа, но позже снова поддался своим склонностям. Он решил убить репортёров в отместку за очернение имени Энтони. Эмме удаётся достать дробовик и ранить Тома. Происходит землетрясение, жертвы Тома, похороненные в теплице, воскрешаются и съедают его. Эмма убегает.
Вся история оказывается фильмом ужасов. Съёмочная группа и актриса, игравшая Эмму, Сара недовольны фильмом, особенно финалом. Режиссёр отмечает, что актёр, изображавший Потрошителя, Ник уехал из города до завершения съёмок, в результате чего его место занял актёр, изначально игравший Тома, Деванте. Сара упоминает, что, согласно слухам, этот дом в действительности принадлежал убийце детей. Член съёмочной группы рассказывает, что Ник вёл себя странно во время съёмок, а Сара замечает, что одного костюма потрошителя не хватает. Актриса решает пропустить вечеринку по случаю окончания съёмок фильма и пойти домой пораньше, но когда она выезжает из дома на своей машине, в её багажнике оказывается спрятан мужчина в окровавленном костюме Пасхального потрошителя.

## Разработка и выпуск
Murder House стал духовным преемником предыдущей игры Puppet Combo Babysitter Bloodbath. Разработчики черпали вдохновение из низкополигональной графики видеоигр эпохи PlayStation, особое влияние оказали серии Resident Evil и Silent Hill, и слэшеров, выпущенных на VHS. Саундтрек проекта навеян синтезаторной музыкой из фильмов ужасов 1980-х годов.
Murder House была выпущен на площадке Steam 23 октября 2020 года, а затем портирована на PlayStation 4, Xbox One и Nintendo Switch 14 октября 2021 года. Игра была запрещена для продажи в Nintendo eShop в Японии.

## Отзывы
Майк Фэйи из Kotaku посчитал, что низкополигональная графика, ракурсы камеры, «жуткая» музыка и «разочаровывающе неточное» управление «[добавляют] идеальную степень паники». Он пришёл к выводу, что игре удалось воссоздать «классическую жуткую атмосферу, почти вневременную». Колин Хендерсон из Horror Obsessive аналогичным образом утверждал, что «неуклюжее и неточное» управление в игре «[добавляет] интенсивности, когда начинается активная часть». Он назвал Murder House усовершенствованной версией Babysitter Bloodbath, предыдущего проекта разработчиков, однако заметил, что главным камнем преткновения игры стала её цена в 12 долларов по сравнению с коротким сюжетом.
Играя в версию для Switch, Джо ДеВейдер из Nintendo World Report посетовал, что главной героиней тяжело управлять при помощи крестовины контроллера Pro Controller, но посчитал, что управление в основном хорошо работает с фиксированными углами камеры. Он описал, как во время прохождения игры трижды возникала «серьёзная проблема» в виде сбоя игры, когда пытался загрузить данные сохранения. Однако ДеВейдер похвалил содержание Murder House, в особенности «манерный сюжет», «фантастическую атмосферу и эстетику» и звуковое оформление. Значок версии для Switch, который представляет собой изображение маски кролика Пасхального потрошителя крупным планом, был назван некоторыми фанатами и критиками «жутким» в том смысле, что он контрастировал с обычно красочными значками других игр для платформы.
Нил Болт включил Murder House в свой список «10 лучших игр ужасов 2020 года по версии Bloody Disgusting». Алекс Ван Акен из Game Informer назвал её «одной из самых интригующих инди-игр ужасов 2020 года».